# Бонітування ґрунтів
Бонітува́ння ґрунті́в — це порівняльна оцінка якості ґрунтів за їх основними природними властивостями, які мають сталий характер та суттєво впливають на врожайність сільськогосподарських культур, вирощуваних у конкретних природно-кліматичних умовах.
Бонітування ґрунтів проводиться за 100-бальною шкалою. Вищим балом оцінюються ґрунти з кращими властивостями, які мають найбільшу природну продуктивність.